# 马拉波阿马
马拉波阿马是巴西圣保罗州的一个市镇。总面积113.345平方公里，总人口2536人，人口密度22.4人/平方公里。